# Балан Ігор Володимирович
Ігор Володимирович Балан (19 лютого 1972, м. Мала Виска) — український співак і автор пісень, лауреат мистецької премії «Смарагдова ліра» в номінації «Музика», 2011.

## Біографія
Народився 19 лютого 1972 року у Кіровоградській області, в м. Мала Виска, невдовзі разом з батьками переїхав в с.м.т. Смоліне, де й пройшло дитинство співака. З дитинства відвідував музичну школу. На третьому курсі Кіровоградського музичного училища створив свій рок-гурт «Галактичні новини». До гурту входили також однокурсники Ігоря. Після вдалого виступу на рок-фестивалі, юнаки взяли участь у популярній телепередачі «Рок-полігон», а назву гурту змінили на «Гурт імені Вакули». Гурт грав у стилі рок і, як більшість рок-гуртів, розпався з економічних причин. Згодом, у піснях Ігоря хард- і арт-рок поступилися місцем техно-поп-стилістиці.
У квітні 1993 року на регіональному турі фестивалю «Червона Рута» гурт Ігоря представив три техно-поп-опуси.
У серпні того ж року Ігор Балан уперше працював на професійній студії звукозапису «Елема». Тоді й виник задум нового проекту —«Aqua Vita». З липня 1994 р. у дуеті з Ігорем працює Наталя Лучнікова. З матеріалом альбому «Несказані слова» гурт бере участь у фестивалі «Червона Рута '95» і виходить до його фінальної частини. Але Лучнікова з певних причин полишає гурт, і місце солістки займає інша дівчина — Ірина Філатова. Далі були інші фестивалі, запис альбому «Технотронутий», переїзд до Києва і співпраця з Мистецькою агенцією «Територія А». Це все історія гурту «Aqua Vita», який став найпопулярнішим танцювальним проектом кінця дев’яностих.
У 2001 році Ігор випустив диск «Вьюга». Матеріал цього альбому відрізнявся від попередніх робіт гурту «Aqua Vita».